# Lubomír Franc
Lubomír Franc (* 28. srpna 1953 Broumov) je český politik, v letech 2012 až 2018 senátor za obvod č. 47 – Náchod, v letech 2004 až 2016 zastupitel a v letech 2008 až 2016 hejtman Královéhradeckého kraje, od roku 1998 zastupitel města Broumov na Náchodsku (z toho v letech 2006 až 2008 místostarosta města), člen ČSSD.

## Život
Vystudoval Střední průmyslovou školu chemickou v Ústí nad Labem a v letech 1974 až 2006 pracoval ve společnosti Veba Broumov. V roce 1998 vystudoval bakalářský obor personální řízení a andragogika na Filozofické fakultě Univerzity Karlovy v Praze.
Lubomír Franc má tři děti a dvě vnoučata.

## Politické působení
Od roku 1998 je členem zastupitelstva v Broumově jako člen České strany sociálně demokratické. V letech 2006 až 2008 byl místostarostou Broumova. V komunálních volbách v roce 2014 obhájil za ČSSD post zastupitele města Broumova (díky preferenčním hlasům se posunul z 3. na 1. místo), stejně tak i ve volbách v roce 2018 jako lídr kandidátky ČSSD. V komunálních volbách v roce 2022 kandidoval do zastupitelstva Broumova z 9. místa kandidátky subjektu „ČSSD a Nezávislí“. Vlivem preferenčních hlasů však skončil první, a obhájil tak mandát zastupitele.
Dne 12. listopadu 2008 se stal hejtmanem Královéhradeckého kraje, zodpovídal za integrovaný záchranný systém v kraji a krizové řízení, zahraniční vztahy a investice. Zároveň byl místopředsedou ROP Severovýchod. Před krajskými volbami v roce 2016 se rozhodl, že už nebude obhajovat pozici hejtmana a kandidoval z 8. místa kandidátky ČSSD. I když získal 1 021 preferenčních hlasů na zisk mandátu krajského zastupitele to nestačilo. Ve funkci hejtmana skončil dne 14. listopadu 2016, nahradil jej Jiří Štěpán.
Od října 2012 byl senátorem za obvod č. 47 – Náchod. V pozici senátora zamezil těžbě břidlicových plynů ve východních Čechách, podpořil možnost čerpání zdravotního pojištění v zahraničí pro české občany, urychlení výstavby dopravních staveb strategického typu se zásadním veřejným významem (typově R35, D11, železniční stavby), spoluprosadil také omezení hazardu a zpřísnění kontroly potravin pro české zákazníky.
Ve volbách do Senátu PČR v roce 2018 již svůj mandát senátora neobhajoval.